# WWOOF

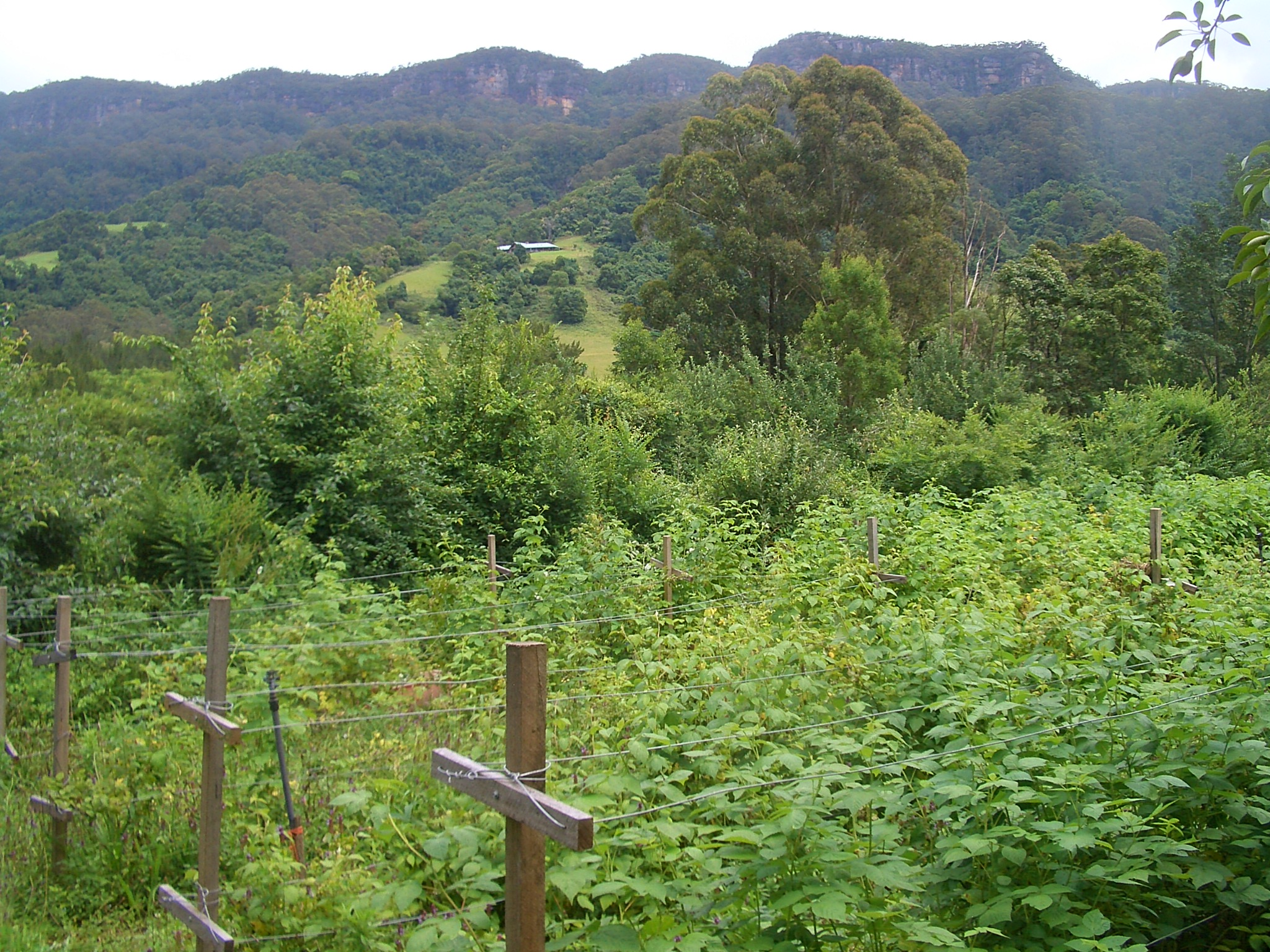
Quinta WWOOF na Austrália com arbustos de framboesa.

World-Wide Opportunities on Organic Farms (WWOOF), Oportunidades Mundiais em Agricultura Biológica é uma rede de organizações nacionais que promovem o trabalho de voluntariado em quintas ecológicas de todo o mundo.
Apesar de existirem organizações nacionais WWOOF em muitos países, existem outros em que as quintas se encontram agrupadas na WWOOF Independents. Todas as organizações reconhecidas na WWOOF mantêm padrões semelhantes e trabalham conjuntamente para promover os ideais de ecologismo e vida saudável.

## História
A organização começou em 1971 na Inglaterra com o significado Working Weekends on Organic Farms - Trabalhando aos fins-de-semana em quintas ecológicas. Sue Coppard, uma secretária que trabalhava em Londres, quis dar a conhecer aos seus colegas de trabalho, provenientes de um meio urbano, como era a vida no meio rural e em que consistia a agricultura biológica.

## Como funciona
A WWOOF tem por objectivo dar a hipótese a voluntários para que se familiarizem com métodos de agricultura biológica, por exemplo a permacultura, bem como proporcionar a experiência de viver no meio rural, num país com uma cultura e costumes diferentes.
O papel das organizações WWOOF é proporcionar o contacto entre os voluntários e os donos das quintas. Intervém se ocorrerem problemas e ajuda no esclarecimento de dúvidas ou de algum tema de interesse entre a organização acolhedora e os voluntários. As quintas devem proporcionar um ambiente acolhedor e fornecer experiência em métodos de agricultura biológica, devendo os voluntários estar dispostos a aprender as tarefas diárias do campo.
Os voluntários (WWOOFers) não recebem um pagamento em dinheiro, mas em alimentação, alojamento e oportunidades de aprendizagem. Os WWOOFers podem variar desde estudantes de férias até pessoas interessadas em conhecer o funcionamento da agricultura ecológica para criar a sua própria quinta ou horta biológica. Algumas quintas aceitam crianças quando acompanhadas pelos seus pais, devem contudo informar-se atempadamente junto da quinta em questão se as mesmas poderão participar.

## Quintas
As quintas podem variar desde um pequeno jardim privado até grandes quintas comerciais.